# Qilian
Qilian (chiń. 祁连县; pinyin: Qílián Xiàn; tyb. ཆི་ལེན་རྫོང་, Wylie chi len rdzong) – powiat w środkowych Chinach, w prowincji Qinghai, w prefekturze autonomicznej Haibei. W 1999 roku liczył 44 038 mieszkańców.